# Scalmogomphus wenshanensis
Scalmogomphus wenshanensis là loài chuồn chuồn trong họ Gomphidae. Loài này được Zhou, Zhou and Lu mô tả khoa học đầu tiên năm 2005.